# Rue Cambon
La Rue Cambon es una calle del Distrito I de París, Francia.

## Origen del nombre
Recibió su nombre para rendir homenaje a Pierre Joseph Cambon, presidente del comité de finanzas bajo la Convención Nacional.

## Historia
La manzana comprendida entre la Rue Saint-Honoré, la Rue Cambon, la Rue des Capucines y el lado oeste de la Place Vendôme estaba ocupada en el siglo XVII por el palacete y el jardín del mariscal de Luxemburgo. Mediante patentes reales, Luis XV autorizó a su hijo Carlos Francisco Federico I de Montmorency-Luxemburgo a parcelar toda la manzana en 1719.

Luis... Habiéndonos sido representado en nuestro Consejo el plan general de los barrios llamados de la Place de Louis-le-Grand, de la puerta y muralla de Saint-Honoré y de los Capuchinos, donde el preboste de los mercaderes y los concejales de nuestra ciudad de París hicieron que el maestro general levantara sus edificios, y estando informado de la dificultad del paso de la Porte Saint-Honoré, que es muy frecuentada…, y habiendo aprendido que el emplazamiento del Hôtel de Luxembourg, que está entre la Place de Louis-le-Grand y la Porte Saint-Honoré, ha sido vendido y que el comprador, el señor Leduc, arquitecto, ofrece al Ayuntamiento abrir una calle a través de dicho emplazamiento, de cinco brazas de anchura, que comunicaría la Rue Saint-Honoré con la muralla, al encuentro de la Rue des Petits-Champs..., ordenamos el 22 de agosto pasado… que la calle se abriría en línea recta desde el emplazamiento del Hôtel de Luxembourg… Por estas razones, hemos ordenado y ordenamos por estas presentes firmadas de nuestra mano, que se ejecutará el nuevo plan del barrio de Saint-Honoré y de la Place de Louis-le-Grand, y que en conformidad con él, se abrirá la calle en línea recta desde el emplazamiento del Hôtel de Luxembourg, de cinco brazas de anchura... En París, a día 3 de septiembre del año de gracia de 1719, y de nuestro reinado el quinto. Firmado Luis.

## Edificios de interés

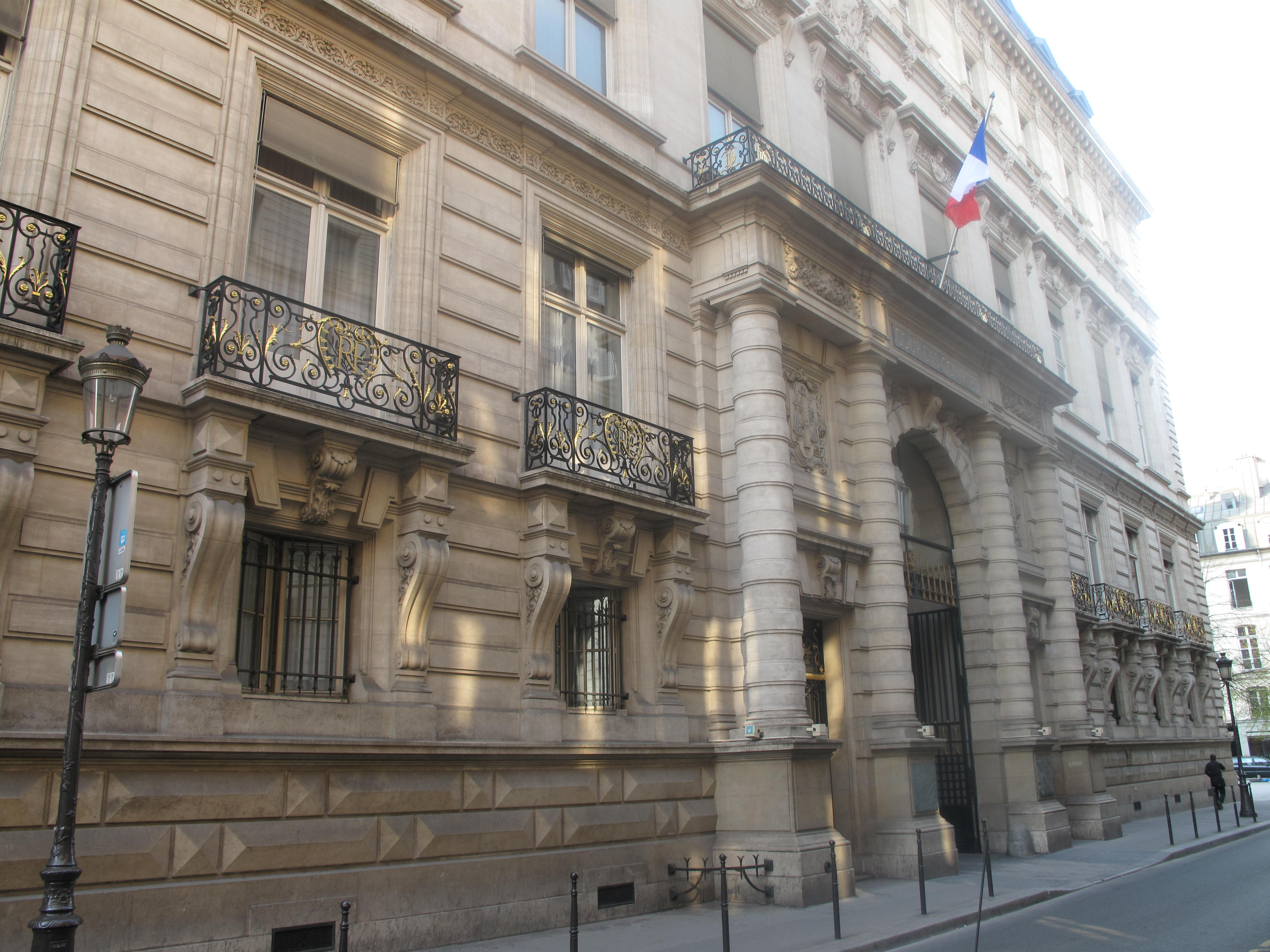
Fachada del Palais Cambon.

- Rue Cambon, Rue du Mont-Thabor y Rue de Mondovi: emplazamiento del edificio de los guardias del Rey a pie.
- El Palais Cambon, en el número 13, alberga el Tribunal de Cuentas de la República Francesa. Por metonimia,[1] esta institución se llama a veces «la Rue Cambon». «Los sabios de la rue Cambon» presentan regularmente informes sobre la utilización de los fondos públicos.
- Al final de su vida, desde 1893 hasta 1899, la condesa de Castiglione, espía italiana y amante de Napoleón III, vivió en el número 14 de la Rue Cambon.
- En 1910, Coco Chanel empezó como modista en el número 21 y posteriormente, en 1918, abrió su casa de alta costura en el número 31. Su perfume Nº 31, posteriormente 31 rue Cambon, hace referencia a esto.[2]